# Віллі Товіл
Віллі Майкл Товіл (англ. Willie Michael Toweel; 6 квітня 1934 — 25 грудня 2017) — південноафриканський боксер.

## Життєпис
Походив з багатодітної родини. Один з його старших братів — Віктор — також був боксером і учасником літніх Олімпійських ігор 1948 року. Активно займатися боксом почав у 1948 році, тоді ж виборов свій перший з п'яти поспіль титулів чемпіона Іст Ренд Трансвааль.
На літніх Олімпійських іграх 1952 року у Гельсінкі (Фінляндія) брав участь у змаганнях боксерів найлегшої ваги. Почергово переміг Корнела Молнара (Угорщина), Леслі Гандунге (Шрі-Ланка), Аль Асунсйона (Філіппіни) та Ган Су Ана (Південна Корея). У півфінальному двобої з рахунком 3:0 поступився майбутньому олімпійському чемпіонові Натану Бруксу (США), задовільнившись бронзовою нагородою.
У професійному боксі дебютував 9 травня 1953 року. У серпні того ж року виборов свій перший титул — чемпіона Трансвааля у легшій вазі, а у жовтні — чемпіона Південної Африки у легшій вазі.
У березні 1954 року захистив свій титул і залишив його, перейшовши у напівлегку вагу. У травні того ж року виборов вакантний титул чемпіона Південної Африки у напівлегкій вазі.
Протягом 1955 року двічі захищав свій титул у напівлегкій вазі, але потім, скинувши вагу і повернувшись у легшу категорію, 3 вересня 1955 року здійснив спробу вибороти титул чемпіона світу у легшій вазі у поєдинку з чинним чемпіоном світу Робером Коеном (Франція). Двобій не визначив переможця. Тоді Віллі Товіл переходить у легку вагу й 10 грудня 1955 року здійснює спробу вибороти титули чемпіона Південної Африки та чемпіона Британської Співдружності у легкій вазі, але поступається співвітчизнику Джонні ван Ренсбургу.
16 червня 1956 року, з другої спроби, завоював титули чемпіона Південної Африки і чемпіона Британської Співдружності, перемігши того ж таки Джонні ван Ренсбурга. 11 серпня того ж року відбувся бій-реванш, який не виявив переможця. А 14 лютого 1957 року четвертий поєдинок між Віллі Товілом і Джонні ван Ренсбургом скінчився зупинкою бою секундантів останнього у четвертому раунді. Протягом наступних трьох років здійснив кілька вдалих захистів своїх титулів.
У 1960 році Віллі Товіл переходить у напівсередню вагу і 27 серпня того ж року виборює вакантний титул чемпіона Південної Африки у напівсередній вазі, перемігши за очками Бенні Ньювенгойзена. Проте, ще до кінця 1960 року, достроково програвши два поєдинки поспіль, завершив боксерську кар'єру.